# Централна нервна система
Централната нервна система (ЦНС) е част от нервната система и се състои от: главен и гръбначен мозък. Главният мозък се състои от шест дяла – краен, междинен, мост, продълговат, среден, малък.
Дейността на ЦНС се обосновава принципно върху два противоположни физиологични процеса – възбуждане и задържане.

## Устройство и функции
Централната нервна система е част от нервната система и функциите ѝ са да координира дейността на всички части на тялото. При гръбначните животни, централната нервна система е затворена в менингите. Съставена е от по-голямата част от нервната система и се състои от главния и гръбначния мозък. Заедно с периферната нервна система, тя има основна роля в контрола на цялостното поведение, също и работата на някои от органите – сърце, бронхи, черва, стомах. Гръбначният мозък има значение за усещането на топло, студено, болка, допир.